# Mémos de la torture

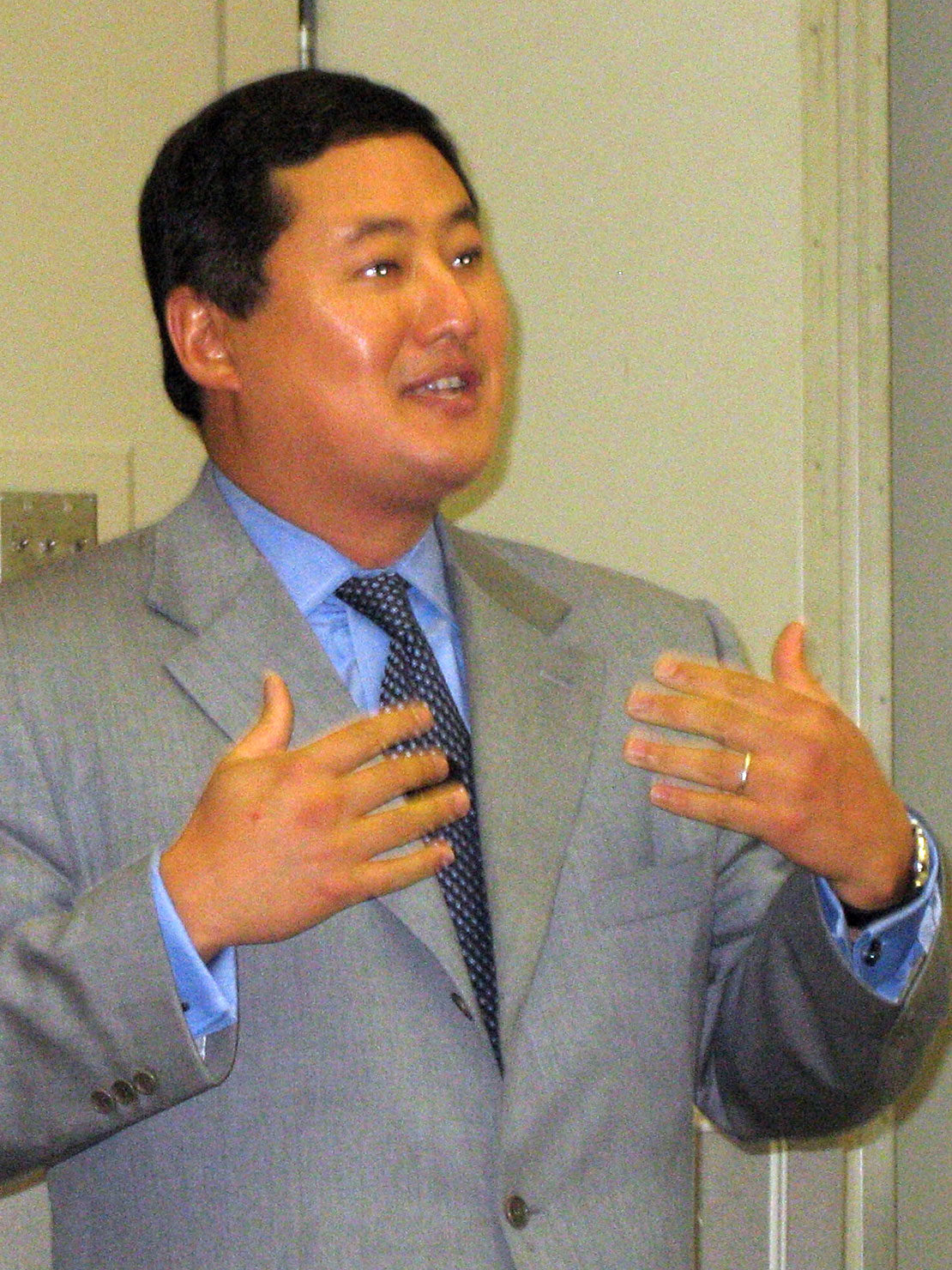
John Yoo, auteur des mémos de la torture

Les mémos de la torture, parfois appelés mémos Bybee sont un ensemble de mémorandums rédigés aux États-Unis par le procureur général assistant John Yoo et signés par le procureur général assistant Jay Bybee (en). Ces mémos conseillaient à la CIA, au département de la Défense des États-Unis ainsi qu’au président des États-Unis, George W. Bush, l’usage d’épreuves mentales et physiques (techniques d'interrogatoire renforcées) telles que la privation de sommeil, les postures stressantes, le waterboarding, en soutenant que certains actes généralement considérés comme de la torture pouvaient être légalement autorisés par le biais d'une interprétation large de l’autorité présidentielle pendant la guerre contre le terrorisme.
Ces mémos ont été l’objet d’une intense controverse pendant quelques années et ont été finalement rejetés par le président Barack Obama en 2009.

## Trois documents
Les mémos en question - mis à disposition sur le site du New York Times - contiennent trois documents intitulés :
- "Codes de conduite pour les interrogatoires 18 U.S.C. sections 2340-2340A",
- "Interrogatoire d'A-Qaida" et
- une lettre sans titre de John Yoo à Alberto Gonzales.

## Contenus des mémos

### Codes de conduite pour les interrogatoires 18 U.S.C. sections 2340-2340A
Synthèse à rédiger ici

### Interrogatoire d'Al-Qaida
Synthèse à rédiger ici

### Lettre de John Yoo à Alberto Gonzales
Synthèse à rédiger ici